# China Airlines
Pour les articles homonymes, voir CAL.
China Airlines (CAL, chinois traditionnel : 中華航空 ; pinyin : Zhōnghuá Hángkōng, couramment abrégé en 華航) (code AITA : CI ; code OACI : CAL) est la compagnie aérienne nationale de Taïwan (à ne pas confondre avec Air China, compagnie nationale de la république populaire de Chine). Officiellement, China Airlines n'est pas une société publique : c'est la China Aviation Development Foundation (中華航空事業發展基金會) qui en est propriétaire, et qui par un lien indirect fait partie du gouvernement de Taïwan. Basée à l'Aéroport international Taiwan-Taoyuan, China Airlines est membre de l’alliance Skyteam et dessert plus de cent destinations en Asie, en Europe, en Amérique du Nord et en Océanie.
Elle possède une filiale régionale, Mandarin Airlines, et une division spécialisée dans le transport de fret, China Airlines Cargo.
Sa concurrente principale est EVA Air.

## Histoire
China Airlines a été fondée par un officier retraité de la Force aérienne de la république de Chine, Hsu Huang-Sheng, et a inauguré son exploitation le 16 décembre 1959 avec une flotte de 2 PBY Amphibians et un C54. Les actions de la compagnie appartenaient à 100 % au gouvernement de la république de Chine (Taïwan), et son activité se concentrait largement sur les vols charters. Dans les années 1960, China Airlines lance ses premières lignes nationales et internationales : le premier service régulier de la compagnie relie Taipei à Hualien en octobre 1962. La première destination internationale est Saïgon au Sud-Vietnam (Hô Chi Minh-Ville au Viêt Nam de nos jours) le 1er décembre 1966. China Airlines s’envole l’année suivante vers Hong Kong, et les liaisons transpacifiques sont lancées le 2 février 1970 avec un service reliant Taipei à San Francisco.

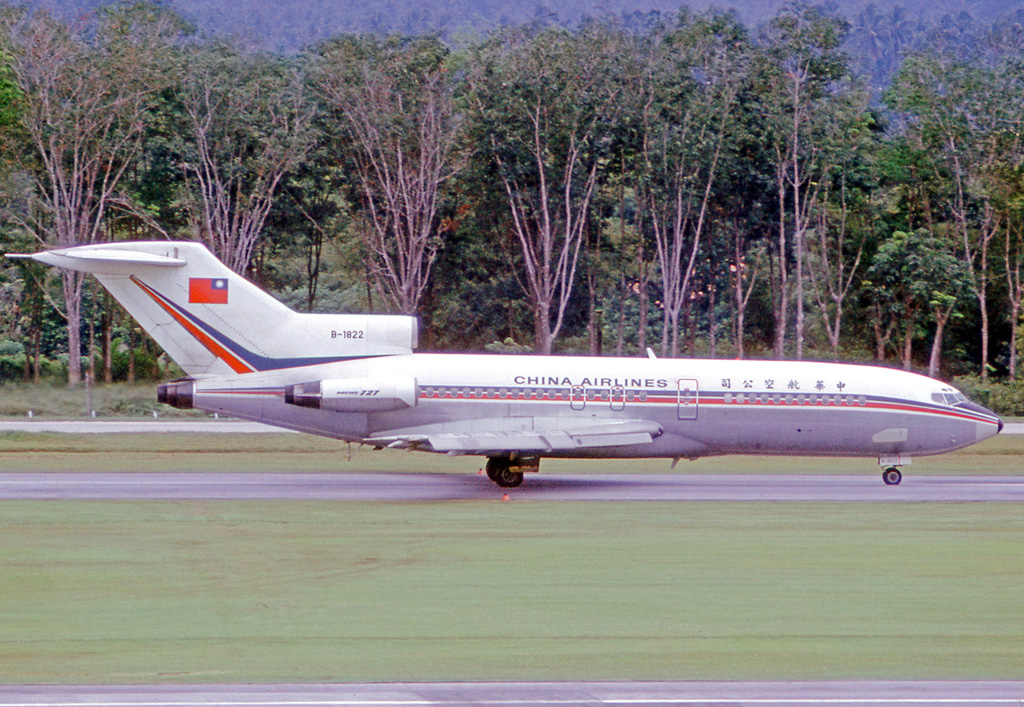
Un Boeing 727-109C à Singapour en 1974.

Depuis vingt ans, China Airlines a connu quelques grandes expansions de son réseau, notamment vers les États-Unis et l’Europe : Amsterdam fut la première destination européenne de la compagnie.

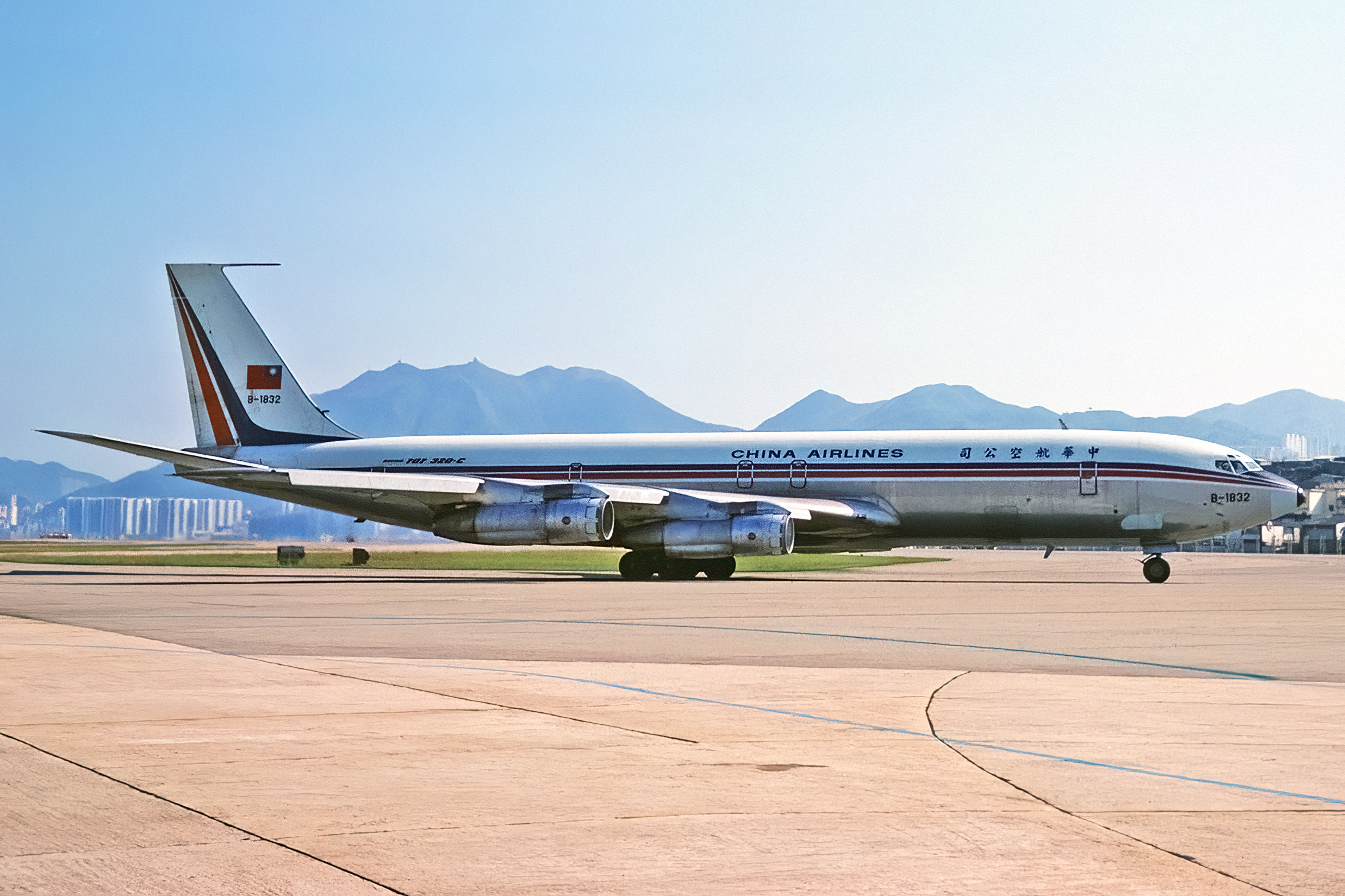
Un Boeing 707 de China Airlines le 27 octobre 1981

Dans les années 1980, China Airlines lance un vol passager faisant le tour du monde (Taipei-Anchorage-New York-Amsterdam-Dubaï-Taipei). Ce service est rapidement suspendu, mais China Airlines conserve les droits sur cette route. Le 6 octobre 2008, le PDG de China Airlines, Hsing-Hsiung Wei a annoncé dans une conférence de presse que la compagnie reprendra ce tour du monde en fret avec China Airlines Cargo avant la fin 2008. China Airlines projette d'assurer les vols cargo chaque jeudi (Taipei-New York-Houston-Amsterdam-Dubaï-Taipei) et chaque samedi (Taipei-Nashville-Amsterdam-Dubaï-Taipei). En 1993, China Airlines a été cotée à la Bourse de Taïwan.
En tant que compagnie nationale de la République de Chine (Taïwan), China Airlines a été longtemps victime des différends politiques liés au statut de Taïwan, plusieurs pays interdisant l'atterrissage de ses appareils sous la pression de la République populaire de Chine. En conséquence, China Airlines a établi une filiale, Mandarin Airlines, en 1991 pour lancer des routes vers Vancouver et Sydney, et changé en 1995 sa livrée, qui incluait depuis des décennies le drapeau national de Taïwan : l'image d'une fleur rouge de prunier remplace le drapeau national sur l’empennage vertical, alors que les couleurs nationales bleu-blanc-rouge apparaissent sur le fuselage.
À la suite du dégel des relations diplomatiques ente Taïwan et la Chine, China Airlines lance en 2008 ses premiers vols charters vers le continent, où elle dessert toujours Hong Kong (qui était alors le marché le plus rentable de la compagnie : en 2006, 13,3 % du revenu de US$ 3,7 milliards est généré par les plus de 140 vols hebdomadaires entre Taipei, Kaohsiung et Hong Kong). La signature d’un traité aérien entre les deux pays permet d'ouvrir de nouvelles routes, et en 2013 China Airlines dessert une trentaine de villes en Chine continentale.
Le 14 septembre 2010, China Airlines annonce son arrivée dans l'alliance Skyteam, qu’elle intègre officiellement le 18 septembre 2011.

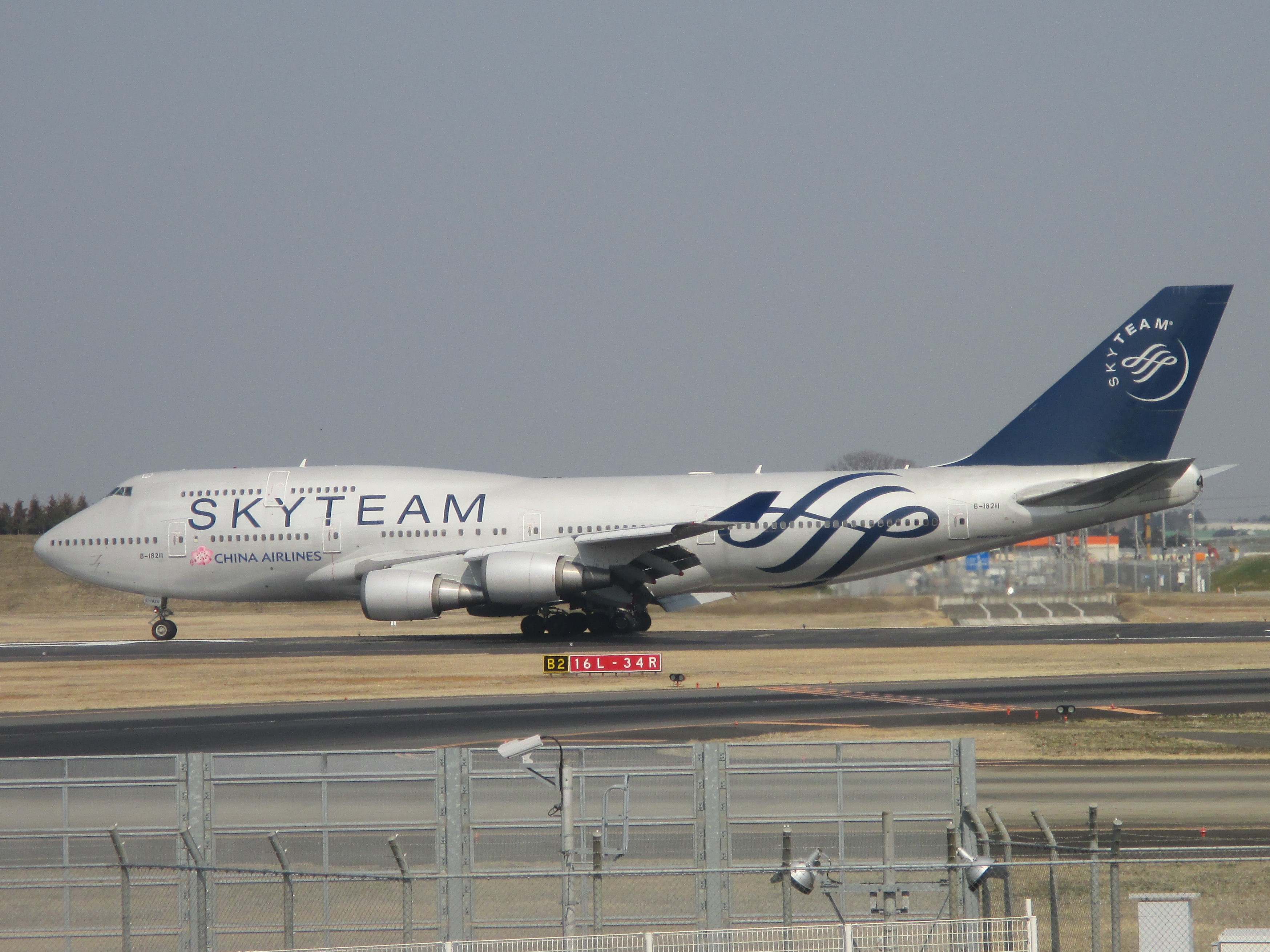
China Airlines Boeing 747-400 (Livrée SkyTeam)

En décembre 2013, China Airlines a annoncé sa nouvelle coentreprise avec le transporteur à bas prix singapourien Tigerair Holdings (aujourd'hui disparu et remplacé par Budget Aviation Holdings ) pour créer Tigerair Taiwan. La nouvelle compagnie aérienne a effectué son vol inaugural à destination de Singapour le 26 septembre 2014 et est devenue le premier et actuellement le seul transporteur à bas prix taïwanais. Tigerair Holdings détenait auparavant 10% des actions. Alors que les différends existaient autour du partenariat, China Airlines Group a renégocié avec Tigerair Holdings et a maintenant pris la pleine possession de Tigerair Taiwan.
En mars 2014, China Airlines a annoncé le plan «NexGen (Next Generation)» pour compléter ses futurs Boeing 777-300ER et Airbus A350-900 XWB. Conçu pour rafraîchir l'image de marque du transporteur, le plan comprenait des innovations de produits, de nouveaux uniformes et le renouvellement de la flotte. Avec la collaboration de designers de la région de la Grande Chine, le transporteur espérait présenter des offres de produits uniques susceptibles de mettre en valeur la beauté de l'Orient et la créativité culturelle de Taiwan. Les salons Dynasty ont été rénovés à l'aéroport international de Taiwan Taoyuan et les nouveaux uniformes conçus par William Chang ont également été introduits.  La flotte a ainsi également évolué : la flotte d'A340-300 a été totalement retirée en juin 2017 tandis que le 747-400 a été entièrement remplacé sur les liaisons long-courriers. Avec les 747 équipés de première classe volant à l'échelle régionale et de nouveaux avions long-courriers ne proposant pas de première classe, China Airlines a mis fin à sa première classe en 2016. Les sièges de première classe sont désormais vendus en classe affaires,.
Dans le cadre du plan NexGen, en mai 2019, la compagnie aérienne a annoncé exploiter l'Airbus A321neo, (dont 14 loués, 11 achetés et 5 options), ainsi que 3 commandes et 3 options pour le Boeing 777F . L'A321neo remplace le Boeing 737-800 tandis que les 777F remplacent le Boeing 747-400F. La conception de la cabine de l'A321neo poursuit la philosophie de conception NexGen pour offrir aux passagers une expérience cohérente avec celle des 777 et A350,.

L'accent a également été mis sur l'exploitation du marché de la maintenance, de la réparation et de la révision (MRO). Ainsi, en janvier 2015, China Airlines a créé Taiwan Aircraft Maintenance & Engineering Co. (TAMECO), une compagnie aérienne MRO spécialisée dans la maintenance du fuselage des Boeing 737, 777 et Airbus A320, A330 / A340 et A350XWB. Pour ce projet, Airbus fournit un large éventail de services, dont l'un est d'inviter China Airlines à rejoindre l'Airbus MRO Alliance (AMA), aux côtés d' AAR Corp, Aeroman, Sabena technics, Etihad Airways Engineering et GAMECO. Par ailleurs, un accord de coentreprise a été signé avec Nordam, basé à Tulsa, spécialisé dans les nacelles, les inverseurs de poussée et les matériaux composites, pour établir le seul centre de réparation Nordam en Asie,. Le premier hangar TAMECO, qui sera achevé en mars 2019, pourra accueillir 2 777 / A350 et 3 737 / A320 en même temps
| - Airbus A350 - Boeing 777-300ER |

.
Les troubles syndicaux-patronaux ont été un problème majeur chez China Airlines ces dernières années. Le 25 juin 2016, le Syndicat des agents de bord de Taoyuan, qui représente quelque 2 500 membres de PNC, a organisé la première grève de l'histoire de l'aviation taïwanaise. Au total, 122 vols passagers ont été annulés pendant la journée de grève. Au cours de la saison du Nouvel An lunaire 2019, plus de 600 pilotes ont participé à une grève de 7 jours de l'Union des pilotes de Taoyuan. Plus de 200 vols ont été annulés entre le 8 février et le 14 février.
En juillet 2020, le Yuan législatif de la République de Chine a adopté une résolution demandant au ministère des Transports et des Communications de renommer la compagnie aérienne et de repenser ses livrées en raison de la confusion fréquente avec Air China.

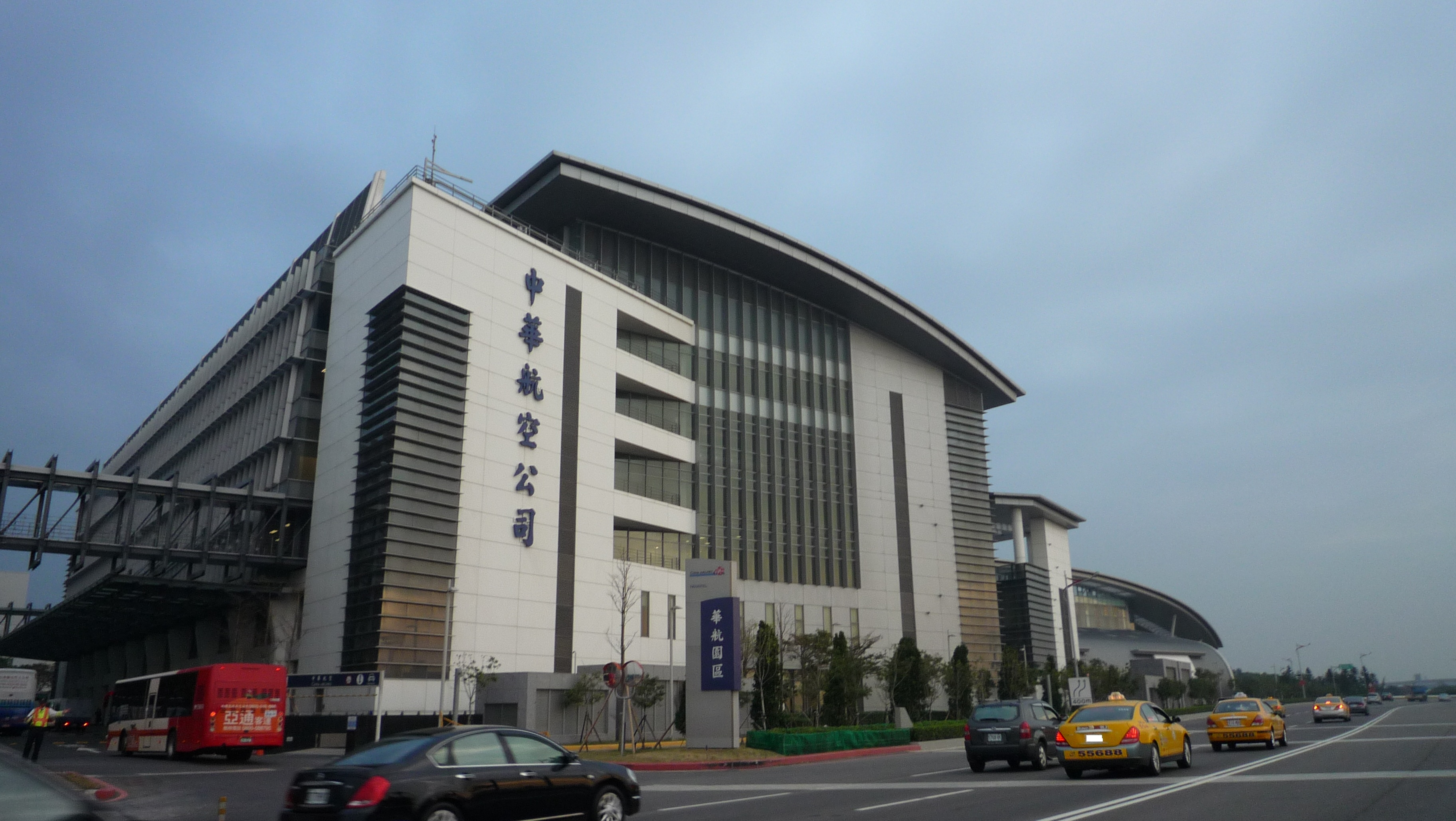
CAL Park, le siège social de China Airlines.

## Composition du Groupe
Le Groupe China Airlines comporte les filiales suivantes:
- CAL-Dynasty International, Inc. (100,00 %)
  - Dynasty Properties Co., Ltd. (100,00 %)
  - Dynasty Hotel of Hawaii, Inc. (100,00 %)
- CAL-Asia Investment Inc. (100,00 %)
  - Yangtze River Express Airlines Co., Ltd. (25 %)
- Hwa Hsia Company Ltd. (100,00 %)
- Freighter Queen Ltd. (100,00 %)
- Freighter Prince Ltd. (100,00 %)
- Freighter Princess Ltd. (100,00 %)
- Yestrip Co. Ltd. (100,00 %)
- Cal Park Co. Ltd (100,00 %)
- Cal Hotel Co. Ltd. (100,00 %)
- Abacus Distribution Systems Taiwan Ltd.	 (93,93 %)
- Mandarin Airlines, Ltd. (93,99 %)
- China Pacific Laundry Services Ltd. (55,00 %)
- Taiwan Air Cargo Terminal Ltd. (54,00 %)
- Dynasty Holidays, Inc. (51,00 %)
- China Pacific Catering Services Ltd. (51,00 %)
- Taoyuan International Airport Services Co., Ltd.	(49,00 %)
- Taiwan Airport Services Co. Ltd. (47,35 %)
  - Taiwan Airport Services (Samoa) Co. Ltd. (100,00 %)

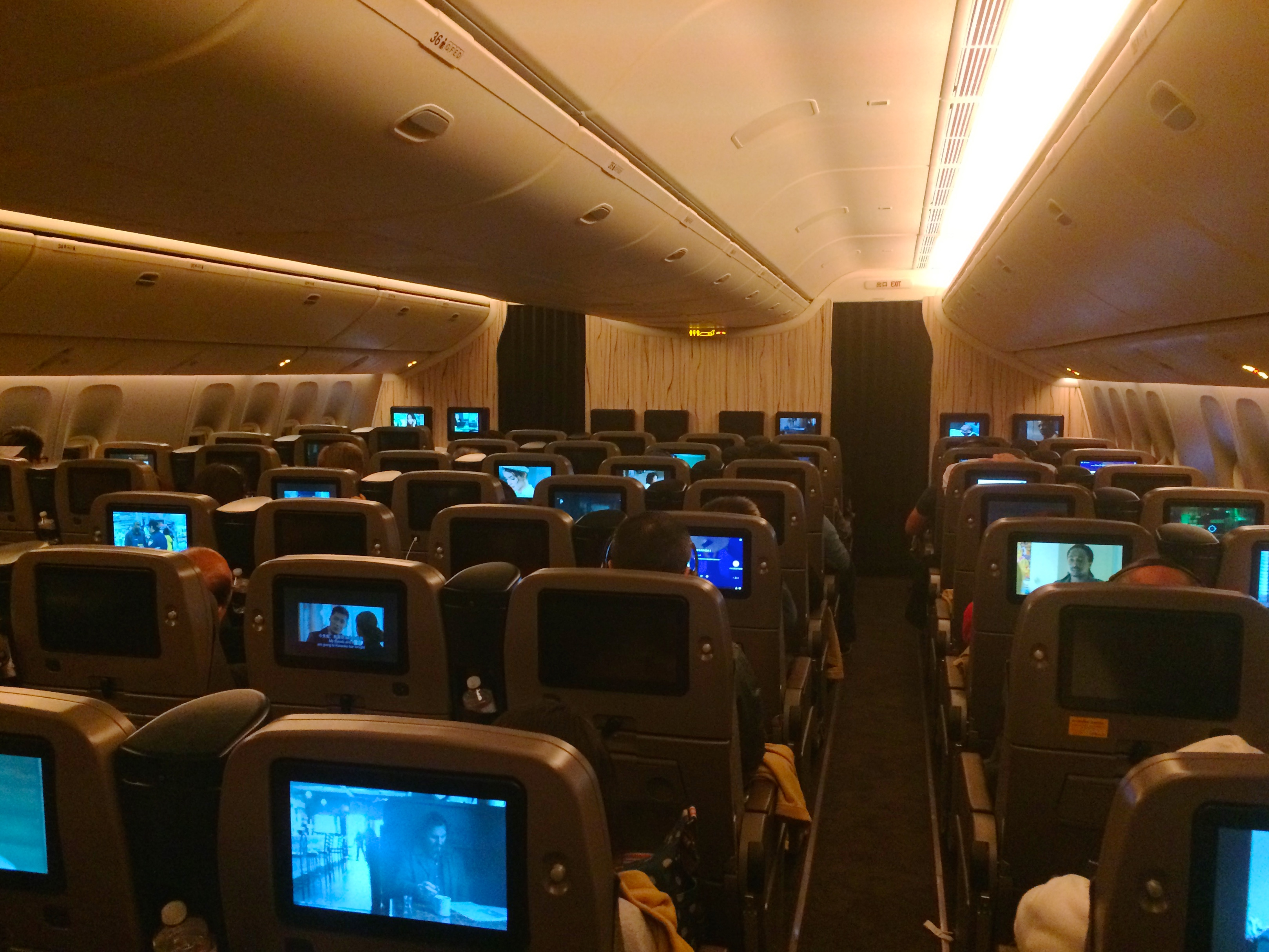
Cabine d'un triple sept de China Airlines

- Global Sky Express Ltd. (25,00 %)

## Partage de codes
En août 2013, China Airlines partage ses codes avec les compagnies aériennes suivantes
- Alitalia
- China Eastern Airlines
- China Southern Airlines
- CSA Czech Airlines
- Delta Air Lines
- Garuda Indonesia
- Hawaiian Airlines
- Japan Airlines
- KLM Royal Dutch Airlines
- Korean Air
- Shanghai Airlines
- Transaero
- Vietnam Airlines
- Xiamen Air

## Destinations
- Amsterdam
- Auckland
- Bangkok-Suvarnabhumi
- Pékin-Capitale
- Brisbane
- Pusan-Gimhae
- Changsha
- Changzhou
- Chengdu-Shuangliu
- Chiang Mai
- Chongqing-Jiangbei
- Dalian-Zhoushuizi
- Delhi-Indira Gandhi
- Denpasar-Bali
- Francfort
- Fukuoka
- Guam-A.-B.-Won-Pat
- Canton-Baiyun
- Haikou
- Hanoï-Nội Bài
- Hefei
- Hiroshima
- Hô Chi Minh Ville (Tân Sơn Nhất)
- Hong Kong
- Honolulu
- Djakarta-S.-Hatta
- Kagoshima
- Kaohsiung (HUB)
- Koror R. Tmetuchl
- Koumala
- Laoag
- Londres-Gatwick
- Los Angeles
- Manille-N. Aquino
- Melbourne-Tullamarine
- Miyazaki
- Nagoya-Chūbu
- Nanchang-Changbei
- Nankin
- New York-John F. Kennedy
- Okinawa-Naha
- Ontario
- Osaka-Kansai
- Penang
- Phnom Penh
- Qingdao-Jiaodong
- Rome Léonard-de-Vinci/Fiumicino
- San Francisco
- Sanya-Phénix
- Shin-Chitose
- Séoul-Gimpo
- Séoul-Incheon
- Shanghai-Hongqiao
- Shanghai-Pudong
- Shenzhen-Bao'an
- Shizuoka
- Singapour-Changi
- Sydney-K. Smith
- Taichung
- Tainan
- Taïpei-Songshan (HUB)
- Taïwan-Taoyuan (HUB)
- Takamatsu
- Tokyo-Haneda
- Tokyo-Narita
- Vancouver
- Vienne-Schwechat
- Wēihǎi
- Wuhan
- Wuxi/Suzhou
- Xiamen-Gaoqi
- Xi'an-Xianyang
- Xuzhou-Guanyin
- Rangoun (Yangon)
- Taizhou (Jiangsu) (en)
- Yantai
- Zhengzhou

 En saison/Charter : 
- Christchurch
- Ishigaki-Painushima
- Matsuyama

 Cargo : 
- Amsterdam
- Anchorage-T.-Stevens
- Atlanta H.-Jackson
- Bangkok-Suvarnabhumi
- Boston Logan
- Calgary
- Chongqing-Jiangbei
- Colombo-Bandaranaike
- Columbus (Rickenbacker Int'l)
- Dallas-Fort Worth
- Delhi-Indira Gandhi
- Dubaï Al Maktoum
- Francfort
- Canton-Baiyun
- Hanoï-Nội Bài
- Houston-George Bush
- Djakarta-S.-Hatta
- Kuala Lumpur
- Los Angeles
- Luxembourg-Findel
- Manille-N. Aquino
- Miami
- Nankin
- New York-John F. Kennedy
- Osaka-Kansai
- Penang
- Prague-Václav-Havel
- San Francisco
- Seattle-Tacoma
- Séoul-Incheon
- Shanghai-Pudong
- Shenzhen-Bao'an
- Singapour-Changi
- Tokyo-Narita
- Xiamen-Gaoqi
- Zhengzhou

Pays reliés par China Airlines en mars 2018.

 Mandarin Airlines (avec des avions aux couleurs de China Airlines): 
- Mactan-Cebu
- Changchun
- Fuzhou-Chánglè
- Hangzhou-Xiaoshan
- Ningbo
- Shenyang
- Toyama (en)
- Wenzhou-Longwan
- Yancheng

## Flotte

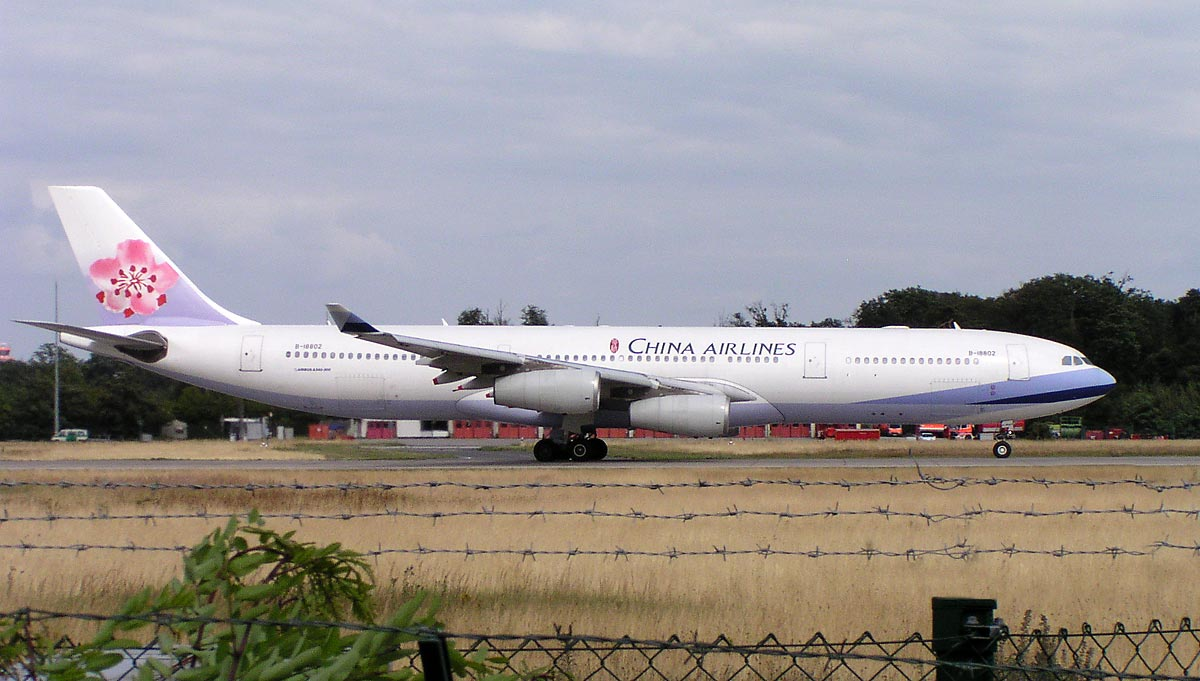
Airbus A340 de China Airlines

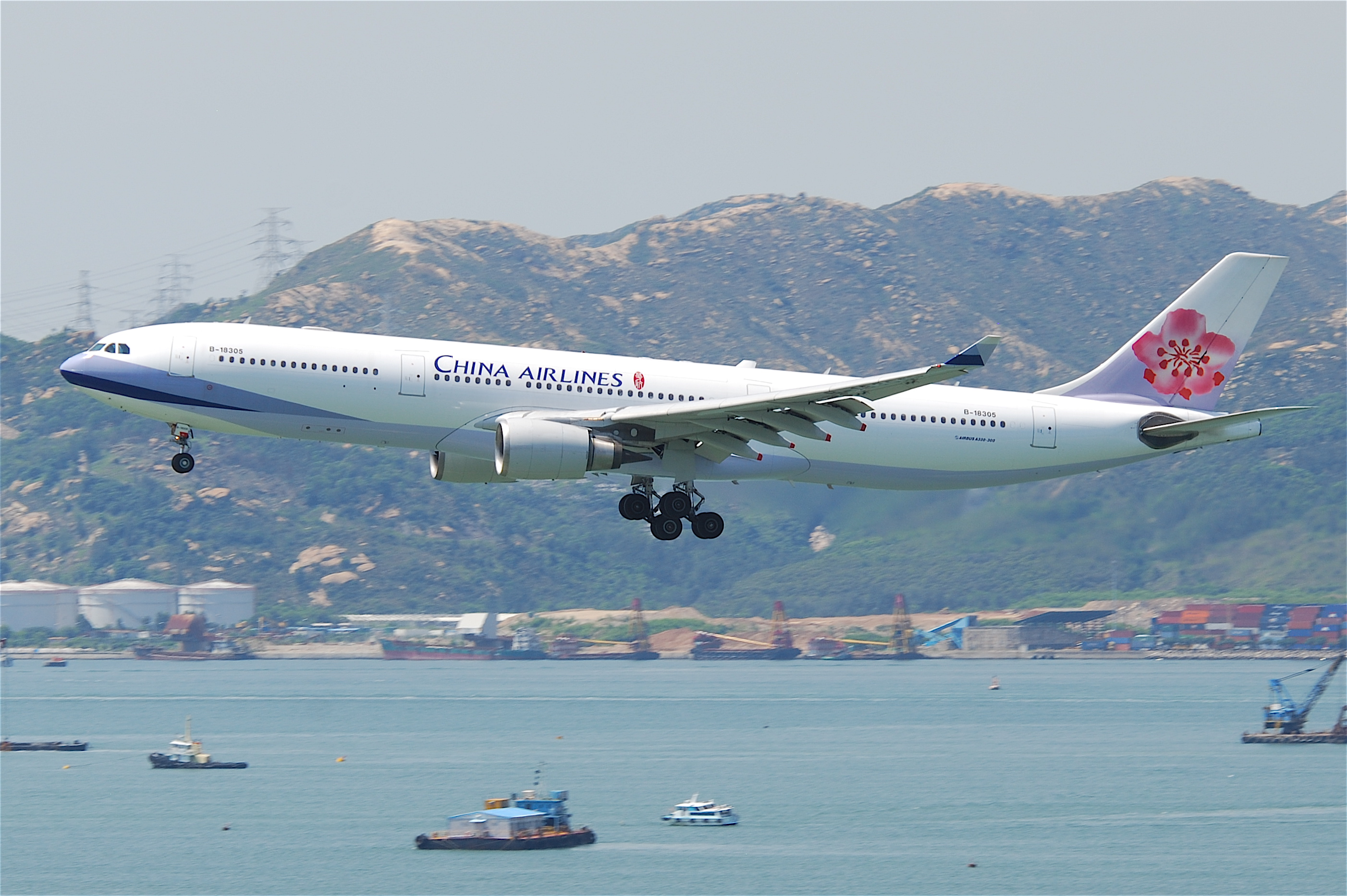
Airbus A330-300 de China Airlines à l'atterrissage à l'aéroport international de Hong Kong.

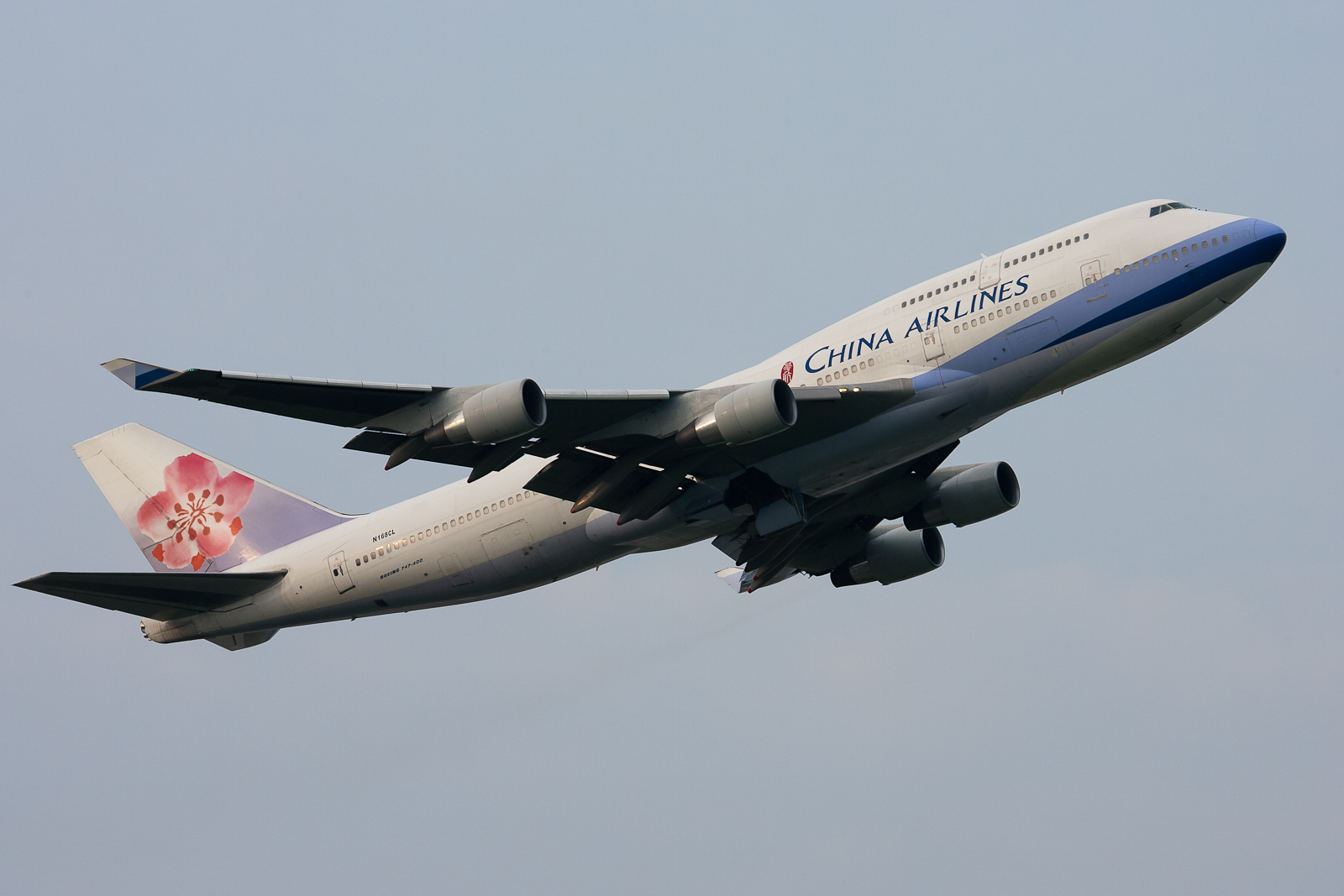
Boeing 747-400.

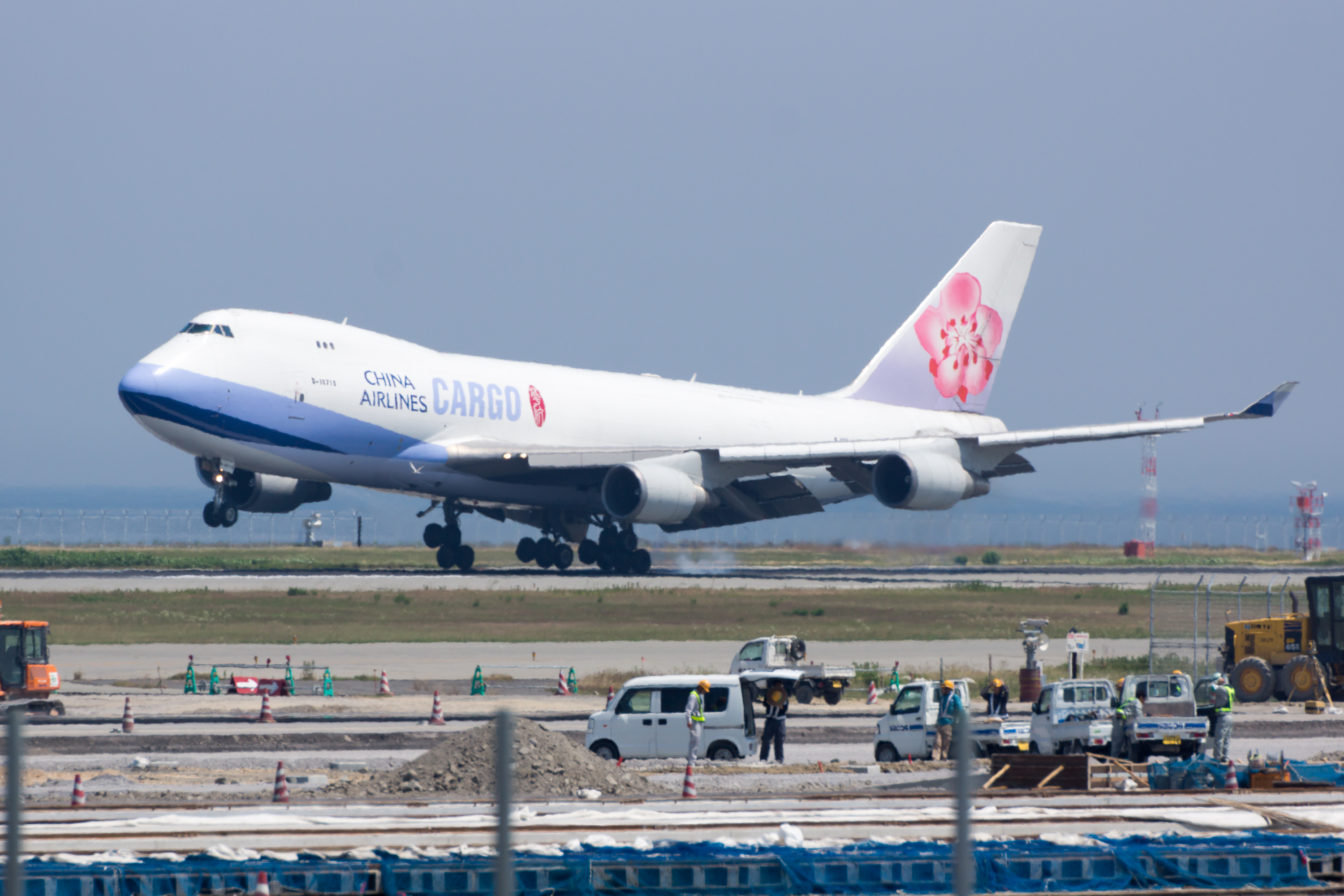
Boeing 747-400F de China Airlines Cargo.

En mai 2025, les avions suivants sont en service au sein de la flotte de China Airlines, :

## Accidents
Depuis 1970, la compagnie a enregistré un taux de 6,44 accidents mortels par million de vol alors que la moyenne mondiale est inférieure à 1,0. La compagnie est en effet la deuxième en nombre de victimes : 760. Ci-dessous sont listées les accidents mortels ou significatifs.
- 2 janvier 1969 : le vol 227, opéré sur Douglas C-47A entre Taïtung et Kaohsiung s'écrasa contre le Mont Paku à Taïwan, après avoir rencontré des turbulences et un courant descendant. Les 24 passagers et membres d'équipage sont tués[22].
- 12 août 1970 : dans un brouillard épais, un NAMC YS-11 accroche le sommet d'un bâtiment avant son atterrissage à Taipei entraînant la mort de 14 passagers et membres d'équipage (sur 31)[23].
- 21 novembre 1971 : les 17 passagers et 8 membres d'équipage de la Caravelle B-1852 trouvent la mort alors que l'appareil, qui assurait une liaison entre Taipei et Hong Kong, est désintégré en vol au-dessus des Îles Pescadores par l'explosion d'une bombe[24].
- 11 septembre 1979 : un Boeing 707 s'écrase au décollage lors d'un vol d'entraînement, tuant les 6 membres d'équipage[25].
- 27 février 1980 : le Boeing 707 effectuant le vol 811 s'écrase à l'Aéroport de Manille, tuant 2 passagers sur 135 personnes à bord[26].
- 19 février 1985 : le vol 006, assuré par le Boeing 747SP N4522V, parti de Taipei et à destination de Los Angeles, est en croisière à 41 000 pieds quand le réacteur no 4 s'éteint. En tentant de relancer le réacteur, le pilote met son appareil dans une descente incontrôlable. Le commandant de vol ne fut capable de reprendre le contrôle de l'appareil qu'à 9 500 pieds. Malgré la folle chute et des dommages très importants à la structure de l'appareil, le pilote put atterrir sans problème majeur. Seuls 2 blessés graves furent enregistrés parmi les 274 passagers et membres d'équipage[27].
- 26 avril 1985 : un Boeing 737 est détourné entre Taipei et Kaohsiung par un pirate de l'air qui veut se rendre à Hong Kong. Il n'y a aucune victime[28].
- 16 février 1986 : 13 personnes sont tuées dans le crash du vol 2265, assuré par le Boeing 737-281 B-1870 à Makung. Après l'éclatement d'un pneu du train avant, le pilote annule l'atterrissage. L'appareil s'écrase dans la mer ensuite et n'est retrouvé au fond de la mer que le 10 mars[29].
- 3 mai 1986 : lors du vol 334, le pilote détourne son Boeing 747 vers Canton en république populaire de Chine. Le pilote est resté, tandis que Taïwan a pu rapatrier l'avion et 2 autres membres d'équipage[30].
- 26 octobre 1989 : un Boeing 737 effectuant le vol 204 s'écrase contre une montagne vers Hualien. Les 54 personnes à bord n'en réchappent pas.
- 29 décembre 1991 : le vol 358, assuré par le Boeing 747-2R7F B-198 de fret, heurte une colline à Wanli après la perte des réacteurs no 3 et 4, entraînant la mort des 5 membres d'équipage[31].
- 4 novembre 1993 : le vol 605, effectué par un Boeing 747-409, immatriculé B-165 et sorti d'usine en 1993, sort de piste après son atterrissage sur l'Aéroport international Kai Tak pendant un typhon. Les 396 personnes à bord seront évacuées saines et sauves[32].
- 26 avril 1994 : le vol 140, assuré par l'Airbus A300B4-622R B-1816 s'écrase pendant l'atterrissage à Nagoya. 264 personnes ont été tuées sur les 271 passagers et membres d'équipage à bord[33].
- 16 février 1998 : le vol 676 assuré par l'Airbus A300B4-622R B-1814 s'écrase à l'atterrissage à Taipei tuant les 196 personnes à bord ainsi que 7 personnes au sol. Parmi les victimes, on compte Hsu Yuan-Dong, président de la Banque Centrale de Taïwan[34].
- 22 août 1999 : le McDonnell Douglas MD-11 B-150 du vol 642 de Mandarin Airlines parti de Bangkok pour Taïpei via Hong Kong s'écrase lors de l'atterrissage à Hong Kong. 3 passagers (sur un total de 315 personnes à bord) seront tués[35].
- 25 mai 2002 : le Boeing 747-209B B-18255 du vol 611 se disloque en vol 20 minutes après son décollage de Taipei, entrainant la mort des 225 personnes à bord[36].
- 20 août 2007 : Le Boeing 737-800 effectuant le vol 120, en provenance de Taipei, a atterri à 10 h 27 (3 h 27, à Paris) à l'aéroport de Naha et a soudainement pris feu, 8 minutes après. L'avion a été entièrement détruit, le feu ayant été maîtrisé en une heure. Les 155 passagers et les 8 membres d'équipage sont sains et saufs[37].

## Galerie photos

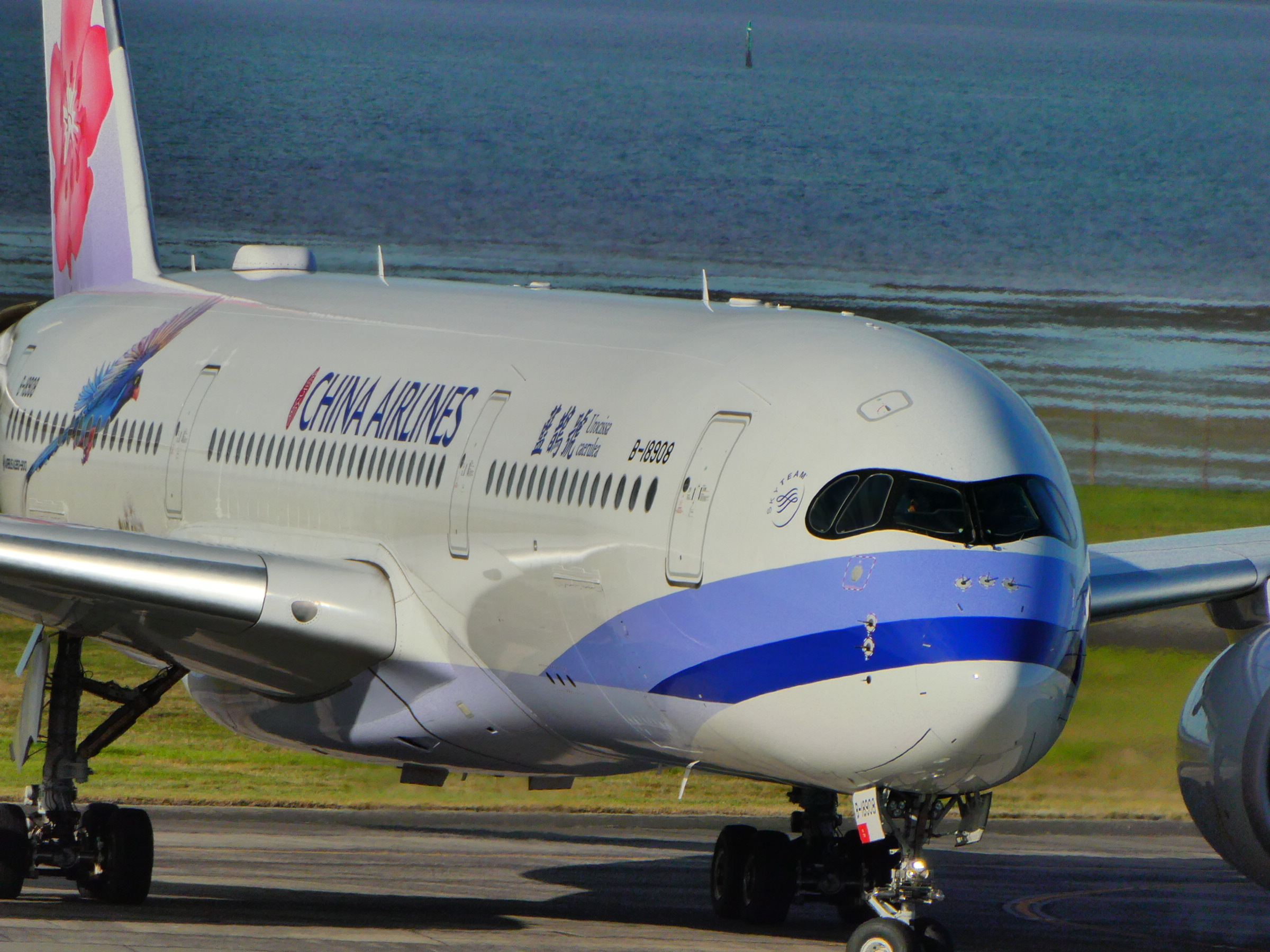
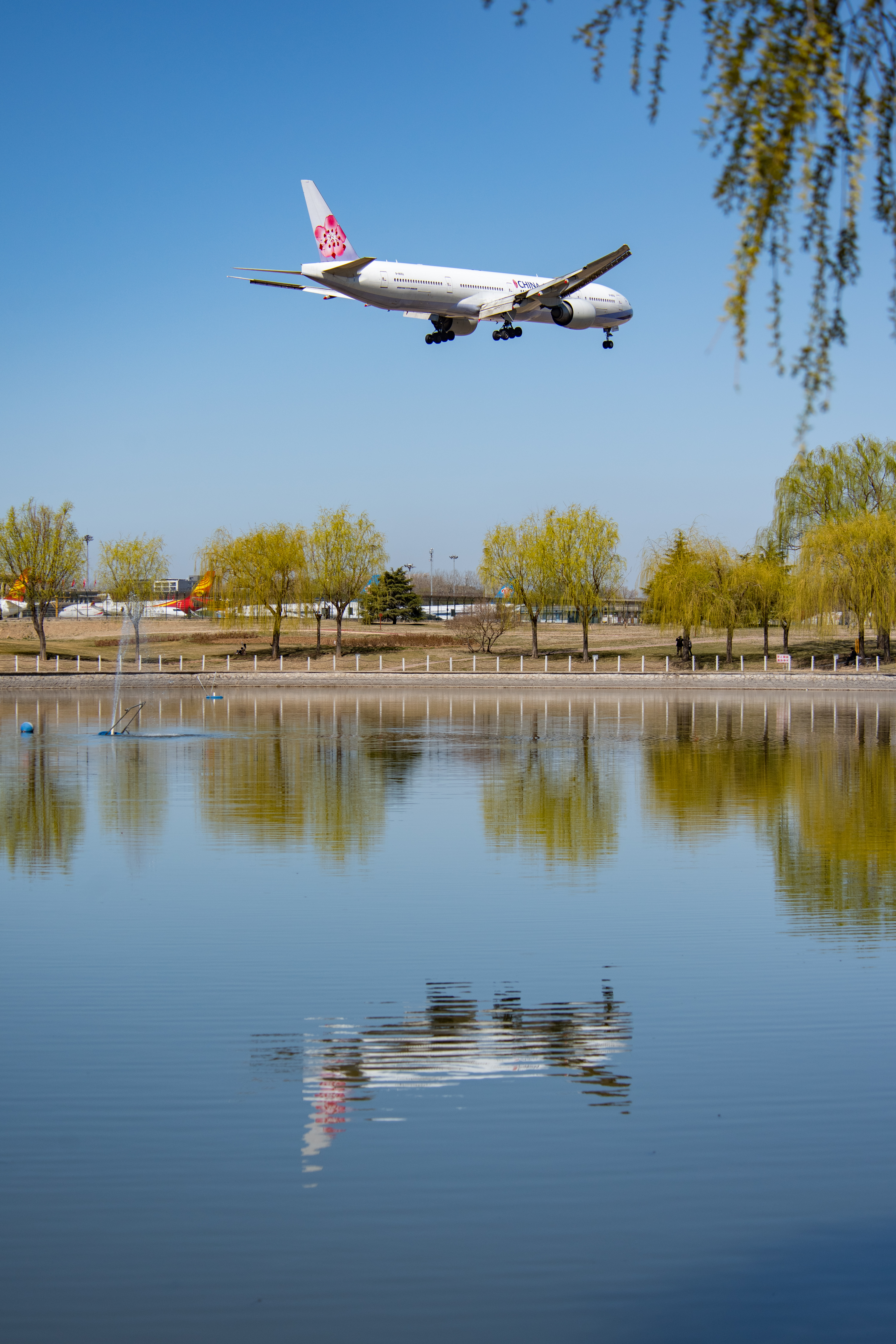
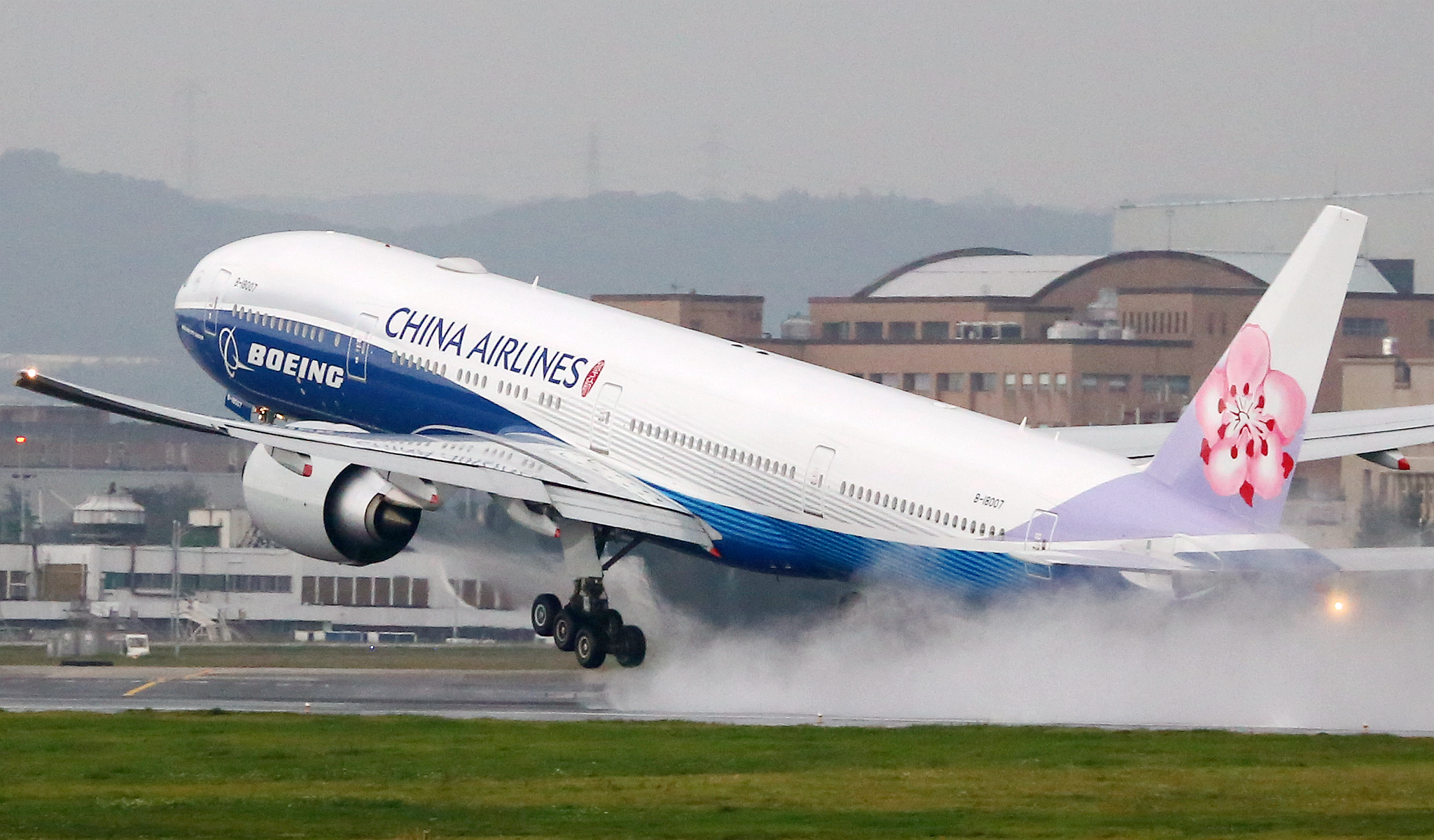
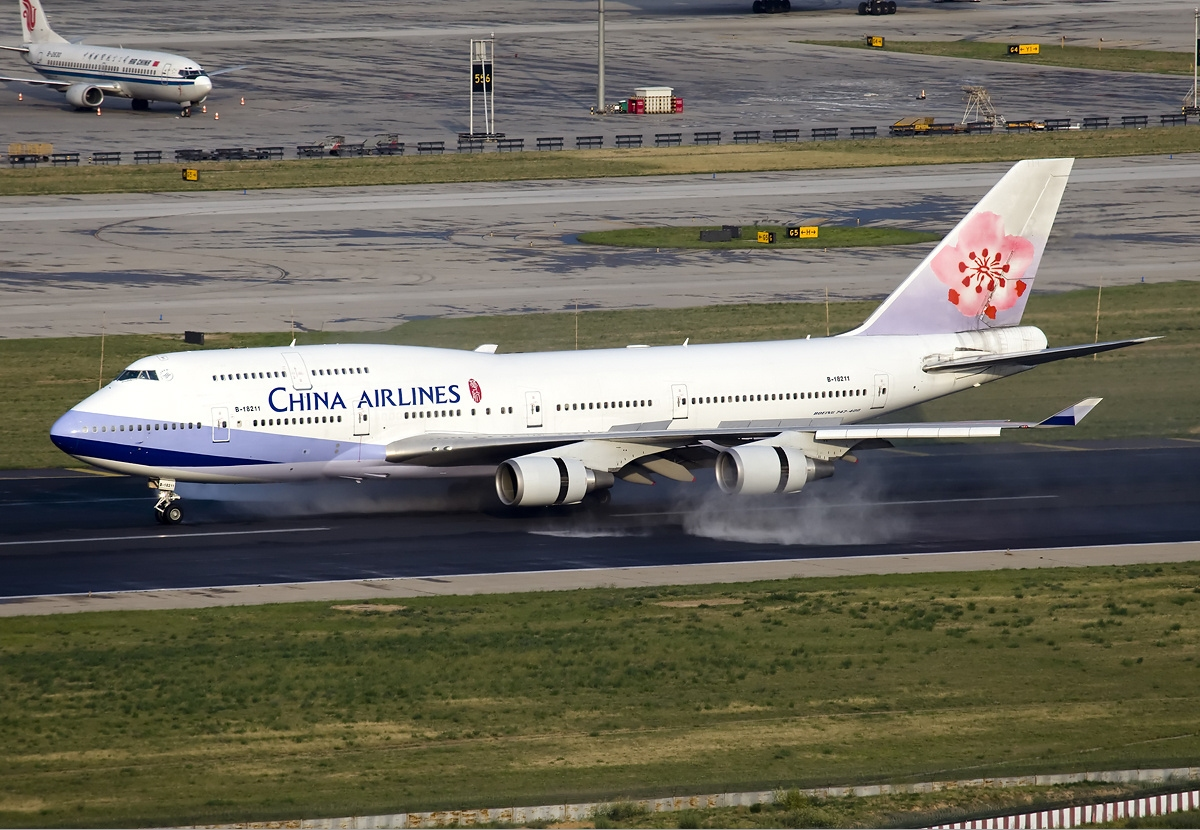